# 송악속
송악속(Hedera)은 두릅나무과의 한 속이다. 흔히 "아이비(ivy)"라고도 부른다. 이 속에 속하는 15종은 모두 벽이나 다른 나무를 타고 오르거나 땅을 기는 늘푸른 덩굴나무이다.
유럽과 아시아에 주로 분포하는 두릅나무과의 상록성 덩굴식물로 담이나 나무줄기에 붙어 자란다.

## 특징
아이비는 꽃이 나는 부분과 기는줄기 두 부위에서 생장한다. 기는줄기의 마디에서는 다른 물건을 휘감고 물을 흡수하는 털 모양 뿌리가 나온다. 꽃이 나는 부분을 위를 향해 자라는데 잎 가장자리가 물결 모양으로 각이 져 있고 뿌리가 없다. 잎은 어긋나며 3-12개로 갈라진다. 꽃은 녹색을 띠고 산방상으로 달리며, 꽃받침조각은 5개이다. 액과에는 3-5개의 종자가 있다. 원종은 6종이 있으며 원예품종은 수백종에 이른다. 내한성이 강하고 그늘에서도 잘 자라므로 실내에서 기르거나 지피식물로 이용된다. 잉글리시아이비의 작은 꽃은 녹색과 노란색이 어우러져 있으며 다발로 모여 핀다. 잉글리시아이비의 검은 열매는 새의 먹이가 되지만 사람에게는 독성이 있다.

### 종류
아이비는 여러 종류가 있으며 많은 재배 품종들의 잎이 알록달록하다. 이 식물의 잎은 질기고 두꺼우며 모양이 제각각이다. 이 식물 가운데 잎이 알록달록한 종류는 특히 인기가 있다. 그라운드아이비는 기는 줄기를 뻗으면서 자라는 식물이다. 이 식물의 잎은 둥그스름한 콩팥 모양이고 가장자리에 톱니가 있다. 꽃은 통 모양이며 자주색이나 파란색을 띤다. 꽃들은 잎겨드랑이 쪽의 줄기에 돌려난다. 그라운드아이비는 강한 향기를 내어 이전에는 술과 기침약을 만드는 데 이용되었다.

## 하위 종
- 네팔아이비 (H. nepalensis) - 히말라야, 중국, 타이완 섬
- 러시아아이비 (H. pastuchovii) - 중앙아시아. 구 소련 남부
- 송악 (H. rhombea) - 동아시아
- 아이비 (H. helix) - 대서양 해안을 제외한 서유럽과 중앙유럽
  - 황실아이비(H. helix f. poetarum)
- 아이리시아이비 (H. hibernica) - 스코틀랜드, 아일랜드, 포르투갈 등 유럽의 대서양 해안
- 알제리아이비 (H. algeriensis) - 아프리카 북서부
- 카나리아아이비 (H. canariensis) - 카나리아 제도
- 콜치카아이비 (H. colchica) - 터키 북부와 이란
- H. azorica - 아소르스 제도
- H. cypria - 키프로스
- H. iberica - 이베리아 반도 해안
- H. maderensis - 마데이라 제도
- H. maroccana - 모로코

## 같이 보기
- 고창 삼인리의 송악